# Háj ve Slezsku
Háj ve Slezsku är en ort i Tjeckien. Den är belägen i den östra delen av landet, 260 km öster om huvudstaden Prag. Háj ve Slezsku ligger 232 meter över havet och antalet invånare är 3 322.
Terrängen runt Háj ve Slezsku är huvudsakligen platt, men västerut är den kuperad. Runt Háj ve Slezsku är det mycket tätbefolkat, med 1 177 invånare per kvadratkilometer. Närmaste större samhälle är Ostrava, 15,1 km sydost om Háj ve Slezsku. Trakten runt Háj ve Slezsku består till största delen av jordbruksmark.